# احتفاظ حيوي

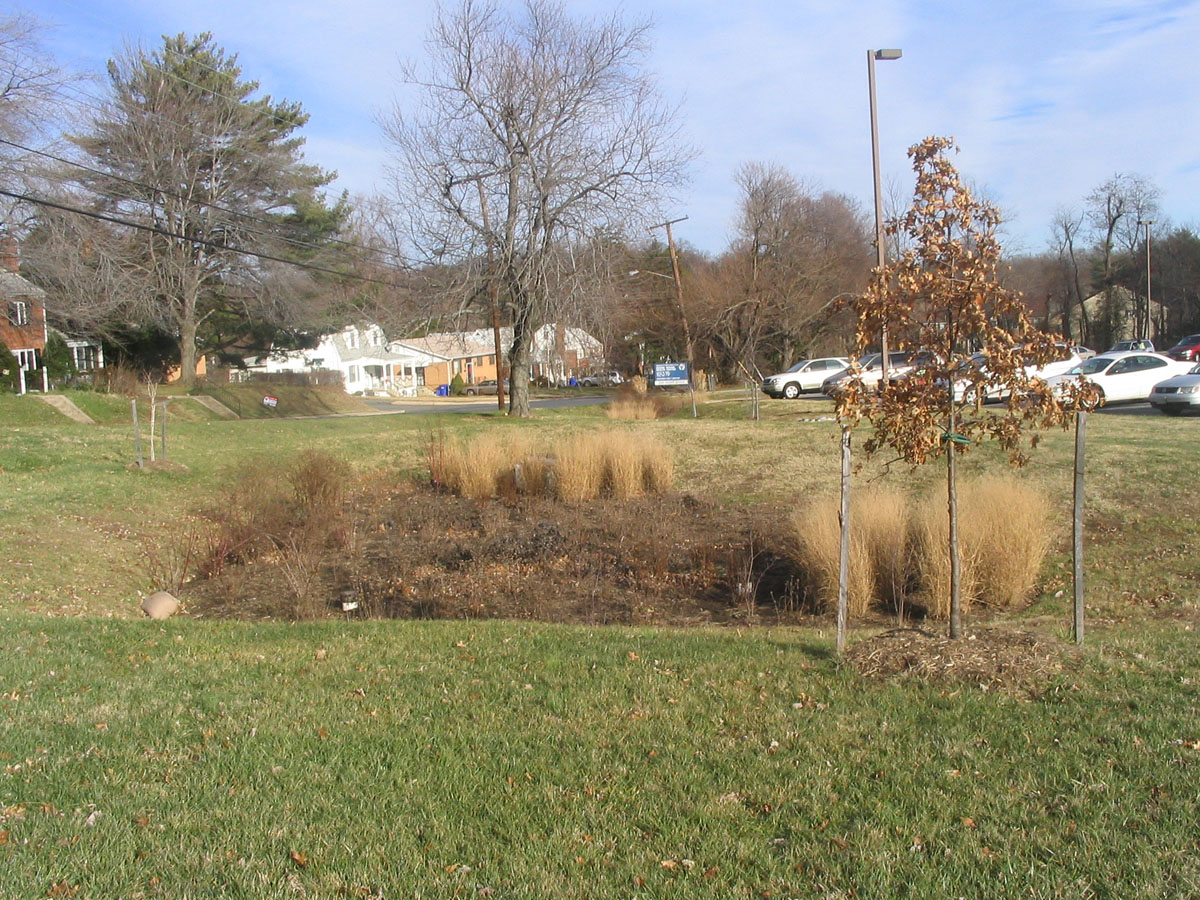
خلية الاحتفاظ الحيوي، تسمى أيضًا حديقة المطر، في الولايات المتحدة. وهي مصممة لمعالجة جريان مياه الأمطار الملوثة من موقف سيارات مجاور. النباتات في خمول الشتاء.

الاحتجاز الحيوي، وهو العملية التي تُزال فيها الملوثات والترسبات من مياه الأمطار الجارية. تُجمع مياه الأمطار في منطقة المعالجة التي تتكون من شريط عشبي عازل، وسرير رملي، ومنطقة الاحتجاز، وطبقة من مادة عضوية أو غطاء عضوي، وتربة زراعية، ونباتات. يمر الجريان السطحي أولًا فوق أو عبر السرير الرملي، ما يبطئ من سرعة الجريان السطحي، ويوزعها بالتساوي على طول منطقة الاحتجاز، والتي تتكون من طبقة عضوية سطحية و / أو مغطيات التربة وتربة الزراعة التحتية. تتدرج منطقة حوض الاحتجاز، مع انخفاض في  مركزها. تُختزن المياه على عمق 15 سنتيمترًا (5.9 بوصةً) وتتخلل تدريجيًا إلى منطقة الاحتجاز الحيوي أو النتح التبخري. تُدرّج منطقة الاحتجاز الحيوي ليُصرف التدفق الزائد بعيداً عنها. ترشح المياه المخزنة في التربة الزراعية في منطقة الاحتجاز الحيوي على مدى أيام إلى التربة التحتية.

## الترشيح
صُمم كل مكون من مكونات منطقة الاحتجاز الحيوي لأداء وظيفة معينة، إذ يقلل الشريط العشبي العازل المؤقت من سرعة الجريان السطحي الواردة ويرشح الجسيمات المعلقة من مياه الجريان السطحي، ويخفف السرير الرملي من سرعة الجريان، ويرشح الجسيمات المعلقة، ويشتت التدفق على طول منطقة الاحتجاز الحيوي. تجري تهوية وتصريف التربة الزراعية بواسطة طبقة رملية عميقة يبلغ طولها 0.5 مترًا (20 بوصةً). توفر منطقة الاحتجاز مكان تخزين مؤقت للجريان السطحي قبل التبخر أو التخلل، لتستقر بعض الجسيمات المعلقة التي لم تُرشّح بواسطة المرشح العشبي العازل أو السرير الرملي داخل منطقة الاحتجاز.
تصفي طبقة من مادة عضوية أو غطاء عضوي أيضًا الملوثات وتوفر بيئة مناسبة لنمو الميكروبات الدقيقة، التي تتسبب في تحلل المنتجات النفطية والمواد العضوية الأخرى. تعمل هذه الطبقة بطريقة مشابهة للأوراق المتساقطة في الغابة وتمنع تعرية التربة التحتية وتجفيفها. يقلل الغطاء الأرضي المزروع من احتمال التعرية أيضًا، بشكل أكثر فعالية قليلاً من الغطاء العضوي، إذ تبلغ السرعة القصوى لتدفق المياه السطحية قبل ظروف التعرية نحو 0.3 مترًا في الثانية (1 قدم في الثانية) للغطاء الأرضي المزروع و0.9 مترًا في الثانية (3 أقدام في الثانية) للغطاء العضوي.
يوفر الصلصال في التربة الزراعية مواقع امتزاز للهيدروكربونات والفلزات الثقيلة والمغذيات والملوثات الأخرى. تُوفر أماكن تخزين مياه الأمطار أيضًا من خلال الفراغات الموجودة في التربة الزراعية، لتمتص النباتات المياه المُخزنة والمغذيات الموجودة في التربة. يُحدد مخطط منطقة الاحتجاز الحيوي بعد مراعاة قيود الموقع مثل موقع المرافق والتربة التحتية والمزروعات الموجودة والصرف. تُعد المواقع ذات التربة الرملية الطفالية مناسبة بشكل خاص للتنوع الحيوي لأن التربة المحفورة يمكن ردمها واستخدامها بمثابة تربة زراعية، وإلغاء تكلفة استيراد التربة الزراعية. قد تمنع طبقة التربة الأرضية المحيطة غير المستقرة والتربة التي تحوي صلصال بنسبة أكبر من 25% من استخدام الاحتجاز الحيوي، مثلما هو الحال مع موقع ذي منحدرات تبلغ نسبتها أكثر من 20% أو موقع غني بأشجار ناضجة يمكن إزالتها أثناء بناء أفضل ممارسات الإدارة.